# Đào, phở và piano
Đào, phở và piano é um filme de propaganda de guerra vietnamita de 2023, pertencente ao gênero épico romântico escrito e escrito Phi Tiến Sơn pelo Feature Film Joint Stock Company I de acordo com ordens estaduais. A obra conta com a participação de atores como Doãn Quốc Đam, Cao Thùy Linh, Trần Lực, Trung Hiếu, Tuấn Hưng, Nguyệt Hằng e Anh Tuấn, com o conteúdo recriando o contexto de Hanói nos últimos dias da Batalha de Hanói em 1946.

## Produção
O roteiro do filme concentra-se em explorar a história no aspecto espiritual, a imagem do povo de Hanói durante a guerra e de diferentes vidas para criar um quadro completo sobre o espírito nacional. O diretor também instalou detalhes inspirados em diversas obras literárias e artísticas para criar a atmosfera da capital na década de 1940. Após receber um orçamento de investimento de 21,9 bilhões de VND, foi construído um grande estúdio de 6.000 m² no antigo quartel militar. retratando a rua antiga como um campo de batalha com muitos adereços antigos, incluindo armários e painéis horizontais aparecendo. No que diz respeito a armas e tanques, o filme tem referências de documentos históricos de diferentes museus e historiadores.

## Elenco
- Doãn Quốc Đam como Văn Dân
- Cao Thị Thùy Linh como Thục Hương
- Trần Lực como Ông họa sĩ
- Tuấn Hưng como Me-xừ Phán
- Thiện Hùng como Cậu bé đánh giày
- Trung Hiếu como Cha xứ
- Anh Tuấn como Ông bán phở
- Nguyệt Hằng como Bà bán phở
- Xuân Hồng como Đội trưởng
- Văn Lượng como Chỉ huy Pháp
- Phạm Minh Quang como Cảm tử quân
- Tùng Lee como Chiến sĩ liên lạc
- Hải Quân como Nhạc công Accordion
- Tiến Lợi como Bảo vệ xưởng quân khí
- Ngọc Ánh como Ca sĩ
- Thùy Trang como Y tá
- Bùi Hải Vy como  Ả đào
- Nguyễn Diệu Thúy como Ả đào

## Lançamento
Quando foi concluído, o filme teve um lançamento limitado para os telespectadores. Nesta exibição, Đào, phở và piano logo recebeu reações positivas. No 23º Festival de Cinema do Vietnã, o filme foi premiado com o Silver Lotus Award na categoria longa-metragem juntamente com duas indicações individuais para membros da equipe de filmagem. No entanto, a nova obra só se tornou realmente famosa a partir do seu lançamento oficial nos cinemas no âmbito do projeto do Ministério da Cultura, Desporto e Turismo, pilotando um filme de bilhete único no Centro Nacional de Cinema Interno de Hanói.